# Вулиця Адмірала Фадєєва (Севастополь)
Вулиця Адмірала Фадєєва — вулиця в Гагарінському районі Севастополя. Розташована в спальному районі «Льотчики». Пролягає від площі Неустроєва на стиці проспектів Жовтневої Революції та Героїв Сталінграда, до вулиці Степаняна. До вулиці долучаються вулиця Адмірала Юмашева з правої сторони та Паркова і Щитова з лівої.

анотаційна дошка

Свою назву вулиця отримала 6 травня 1980 року на честь Володимира Георгійовича Фадєєва, віце-адмірала, учасника оборони Севастополя 1941—1942 років. Гранітна анотаційна дошка всановлена на будинку № 23а.